# Gustav Henselmann

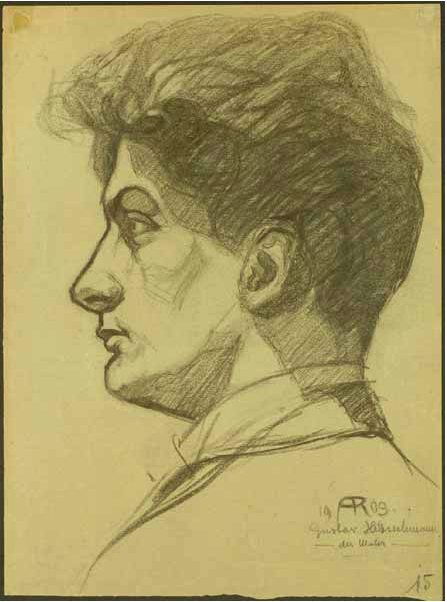
August Rumm: Portrait von Gustav Henselmann (1909)

Gustav Henselmann (* 18. Januar 1888 in Offenburg; † 25. Januar 1964 in Säckingen) war ein deutscher Maler.
Gustav Henselmann war ein Sohn des Kirchen- und Kunstmalers Fidelius Henselmann (1837–1951), seine jüngeren Brüder Albert Henselmann (1890–1974) und Willy Henselmann (1896–1973) waren ebenfalls als Maler tätig. Er studierte ab 1910 an der Kunstakademie Karlsruhe. 1922 fertigte er Buchillustrationen für neun Bände der Schnitter-Bücher. Gustav Henselmann wirkte als Maler in Säckingen am Hochrhein, wo er als Kunsterzieher am Scheffel-Gymnasium tätig war, und malte überwiegend Bilder der dortigen Landschaft und vom Hotzenwald. 1948/49 legte er die Fresken im Teehäuschen von Säckingen frei. Er war Ehrenvorsitzender der Stadtmusik Säckingen, deren Vereinsfahne er 1955 entwarf. 1965 fand eine Ausstellung seiner Werke im Hochrheinmuseum in Säckingen statt.
Werke von Gustav Henselmann befinden sich im Augustinermuseum in Freiburg im Breisgau, im Museum im Ritterhaus in Offenburg und im Hochrheinmuseum in Bad Säckingen.